# Jasika Nicole
Jasika Nicole Pruitt (Birmingham, 10 de abril de 1980) é uma atriz americana e ilustradora de , mais conhecida por interpretar a personagem de Astrid Farnsworth na série de televisão Fringe.
Nicole estudou canto, dança e teatro na Catawba College, em Salisbury, Carolina do Norte. Assumiu ser lésbica quando começou a namorar uma mulher enquanto filmava Take the Lead.

## Filmografia

### Cinema
| Ano  | Título                 | Papel            | Notas   |
| ---- | ---------------------- | ---------------- | ------- |
| 2006 | Take the Lead          | Egypt            | Estreia |
| 2007 | Get Faamous            | Alicia           |         |
| 2010 | She's Out of My League | Wendy            |         |
| 2015 | Suicide Kale           | Billie Steinberg |         |
| 2016 | New York Christmas     | Jasmine Taylor   |         |
| 2017 | Secondhand Love        | Mia              |         |
| 2023 | Identiteaze            | Michelle         |         |

### Televisão
| Year      | Title                           | Role              | Notes                                                                                      |
| --------- | ------------------------------- | ----------------- | ------------------------------------------------------------------------------------------ |
| 2005      | Law & Order: Criminal Intent    | Gisella           | Episódio: "Scared Crazy"                                                                   |
| 2007      | The Mastersons of Manhattan     | Penny             | Filme para a TV                                                                            |
| 2008      | The Return of Jezebel James     | Dora              | Dois episódios                                                                             |
| 2008–2013 | Fringe                          | Astrid Farnsworth | Elenco principal                                                                           |
| 2013–2016 | Scandal                         | Kim Muñoz         | Sete episódios                                                                             |
| 2015      | Key & Peele                     | Namorada          | Episódio: "Hollywood Sequel Doctor"                                                        |
| 2015      | Major Crimes                    | Dolly Bowen       | Episódio: "Thick as Thieves"                                                               |
| 2015–2016 | Disengaged                      | Jess              | Dois episódios; série para a internet                                                      |
| 2016      | Send Me: An Original Web Series | Mulher / Lila     | Quatro episódios; série para a internet                                                    |
| 2017      | Hell's Kitchen                  | Ela mesma         | Episódio: "Fusion/Confusion"                                                               |
| 2017      | Adventure Time                  | Frieda (voz)      | Episódio: "Islands"                                                                        |
| 2017      | Underground                     | Georgia           | 7 episódios                                                                                |
| 2017      | Justice League Action           | Vixen (voz)       | 2 episódios                                                                                |
| 2017      | Danger & Eggs                   | Reina             | 3 episódios                                                                                |
| 2017–2020 | The Good Doctor                 | Dr. Carly Lever   | Papel recorrente (temporadas 1–2), 6 episódios Papel principal (temporada 3), 15 episódios |
| 2019      | Station 19                      | Mila              | Episódio: "The Dark Night"                                                                 |
| 2020      | Trash Truck                     | Usher             | Episódio: "Movie Theatre"                                                                  |
| 2021      | Punky Brewster                  | Lauren            |                                                                                            |
| 2023      | Fantasy Island                  | Andi Nevinson     | Episódio: "Tara and Jessica's High School Reunion / Cat Lady"                              |